# Nematodirus skrjabini
Nematodirus skrjabini är en rundmaskart. Nematodirus skrjabini ingår i släktet Nematodirus, och familjen Trichostrongylidae. Arten är reproducerande i Sverige.